# Eurocopter Panther
Eurocopter AS565 Panther je vojna inačica Eurocopter Dauphina, srednje teškog višenamjenskog dvomotornog helikoptera kojeg proizvodi europski proizvođač helikoptera Eurocopter. Panther se koristi za široki spektar vojnih aktivnosti kao što su borbeni napadi, pružanje vatrene podrške, protupodmorničko djelovanje, ratovanje protiv kopnenih ciljeva, misije traganja i spašavanje te za potrebe hitne službe (MEDEVAC).

## Inačice
- SA.365M Dauphin 2 : izvorna inačica Eurocopter Dauphina koja je prvi puta poletjela 29. veljače 1984. Riječ je o Dauphinovom modelu SA.365N s Turbomecinim motorima TM.333-1M snage 913 KS koji može prevesti desetero ljudi a maksimalna nosivost iznosi mu 4.077 kg.
- AS.365K Panther : inačica SA.365N s motorima Arriel 1M1 snage 748 KS.
- AS.565UA Panther : višenamjenski model koji može prevesti deset vojnika na udaljenost od 400 km. Osim u vojne svrhe, AS.565UA Panther se može koristiti i za MEDAVAC operacije. Prvi kupac ovog modela bila je Angola.
  - AS.565UB Panther : podinačica nastala 1997. godine.
- AS.565AA Panther : osnovni jurišni model.
  - HM-1 Pantera : podinačica koja se koristi u brazilskoj vojsci.
  - AS.565AB Panther : podinačica i nasljednik AS.565AA koji je stvoren 1997. te može prenositi 68 mm rakete, raketne bacače i automatski top kalibra 20 mm za napad na kopnene ciljeve. Također, može se koristiti u borbi protiv drugih letjelica pri čemu je naoružan s četiri Mistral projektila.
  - AS.365CA Panther : podinačica namijenjena protutenkovskom ratovanju.
- AS.565MA Panther : model namijenjen ratnoj mornarici u misijama traganja i spašavanja.
  - AS.565MB Panther : nasljednik iz 1997. godine s montiranim radarom te modernijom opremom.
  - AS.565N3 Panther : podinačica grčkih zračnih snaga namijenjena nadzoru pomorskog prostora.
- AS.565SA Panther : model namijenjen protubrodskom ratovanju koji je opremljen radarom, FLIR kupolom, GPS sustavom te Elbitovim sustavima komunikacije i samoobrane. Koriste ga ratne mornarice na svojim fregatama a u francuskoj mornarici se koristi na nosaču zrakoplova Charles de Gaulle. Izrael je 1994. godine naručio 20 ovakvih helikoptera.
  - AS.365SB Panther : nasljednik iz 1997. godine koji može koristiti torpeda i protubrodske navođene projektile.
  - AS.365SC Panther : vojna inačica Dauphinovog modela SA.365F namijenjena Saudijskoj Arabiji.
- Panther 800 : model s dva LHTEC T800 motora koji je ponuđen američkoj vojsci koja je tražila zamjenu za postojeći UH-1 Huey.

## Korisnici

### Vojni korisnici
- Angola[1]
- Brazil:[1] brazilska vojska[2] koristi 34 helikoptera te je s tvrtkama Turbomeca i Helibras Brazil potpisala ugovor o njihovoj modernizaciji.[3] Sami helikopteri nabavljeni su 1988. godine.[3]
- Bugarska:[1] bugarska ratna mornarica naručila je tri Panthera dok joj je prvi dostavljen u listopadu 2011. na ceremoniji u mornaričkoj bazi Čajka blizu crnomorskog grada Varne.[4] Izvorno, zemlja je u siječnju 2005. naručila šest AS.565MB helikoptera, međutim zbog financijske krize, njihova narudžba je prepolovljena.[2]
- Francuska:[1] u službi francuske ratne mornarice je 16 helikoptera.[5]
- Grčka[1]
- Indonezija: zemlja je za potrebe svoje ratne mornarice naručila jedanaest AS.565MB Panther helikoptera koji će biti namijenjeni protupodmorničkom djelovanju.[6]
- Irska[1]
- Izrael:[1] IDF.[2]
- Južna Koreja[1]
- NR Kina[1]
- Meksiko:[1] meksička ratna mornarica.[7]
- Maroko[1]
- SAD[1]
- Saudijska Arabija:[1] Kraljevske saudijske oružane snage.[2]
- Tajland[1]
- Ujedinjeni Arapski Emirati:[1] zemlja je 1995. godine sklopila ugovor o nabavci sedam AS.565 Panthera i nadogradnji sedam postojećih Super Puma. Vrijednost posla iznosila je 235 milijuna USD.[8]
- Ujedinjeno Kraljevstvo[1]
- Zambija[1]

## Tehničke karakteristike
Osnovne karakteristike
- posada: 2 pilota
- kapacitet: 10 putnika
- dužina: 13,68 m
- promjer rotora: 11,94 m
- visina: 3,97 m

Letne karakteristike
- najveća brzina: 306 km/h (190 mph)
- dolet: 897 km
- brzina penjanja: 534 m/min.
- najveća visina leta: 5.865 m
- motor: 2× Turbomeca Arriel 2C turboshaft motora

## Vidjeti također
Povezani helikopteri
- Eurocopter Dauphin
- Eurocopter EC155

Usporedivi helikopteri
- AgustaWestland AW159 Wildcat
- Bell 512
- Bell UH-1Y Venom
- Harbin Z-9
- Kaman SH-2G Super Seasprite
- Kamov Ka-27
- Sikorsky SH-60 Seahawk
- Westland Lynx